# 기니 요리

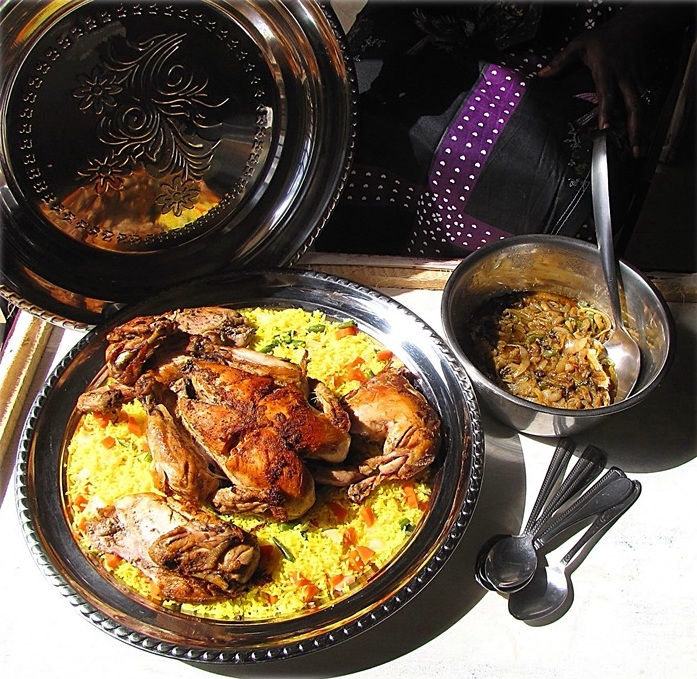
풀레 야사

기니 요리(Guinea 料理, 프랑스어: cuisine guinéenne 퀴진 기네엔[*])는 서아프리카에 있는 기니의 요리이다. 푸푸, 삶은 망고, 감자튀김 및 호박파이가 포함된다.

## 음식

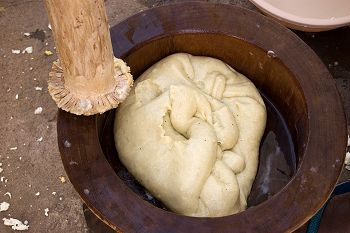

전통 기니 음식은 다음과 같다:
- 푸푸
- 부이
- 망고
- 감자튀김
- 타마린드

## 소스
- 땅콩 스튜

## 음료
- 생강술
- 야자술

## 같이 보기
- 서아프리카 요리